# Navigator of the Seas
La Navigator of the Seas è la quarta delle cinque navi possedute da Royal Caribbean International di classe Voyager. In passato è stata una delle più grandi navi passeggeri al mondo.

## Descrizione
Costruita ai cantieri Aker Finnyards in Turku, Finlandia, ha una stazza di 138,279t, può imbarcare 3.100 passengers, più 1.213 membri dell'equipaggio. È lunga 311m, larga 48m e, da aprile 2007, parte solo da Southampton, Regno Unito, per delle crociere in Europa e nel Mediterraneo. Attualmente il Navigator è impegnato in crociere invernali da 4-5 giorni dalla Florida e passa la maggior parte dell'estate offrendo crociere nel Mediterraneo orientale che partono da Civitavecchia.
La Navigator of the seas è la prima delle navi di classe Voyager di seconda generazione. Si differenzia dalla sua gemella, Mariner of the Seas,  per la collocazione del ristorante a buffet Windjammer che si estende di più in avanti e per la presenza di Jade, buffet di cucina asiatica Fusion. Si differenzia dalle navi di prima generazione per la presenza di balconi in vetro, totalmente assenti nelle altre navi.

## Allestimento
Possiede in totale 15 ponti: il ponte 1 è riservato all'uscita/ingresso alla nave ed all'infermeria, nel ponte 3 e 4 sono presenti i ristoranti con servizio al tavolo Nutcracker e Copella così come il casinò, il teatro Metropolis (con circa 1.300 posti a sedere), una pista da pattinaggio sul ghiaccio da circa 700 posti a sedere e diversi bar/lounge e la discoteca The Dungeon.
Al ponte 5 è disponibile una promenade dove si affacciano diversi locali e negozi: quest'ultima rappresenta il vero fulcro della vita della nave, spesso animata con feste a tema.
Altri servizi disponibili a bordo sono solarium riservato ai soli adulti, sala giochi, spa, salone di bellezza, campi sportivi, una parete di roccia per arrampicata, mini club per bambini, fotografi professionisti e due ristoranti a tema, il Portofino (con cucina ad ispirazione italiana) ed il Chops grille, a base di carne. Infine, è anche presente un fast food in stile americano, il Johnny Rockets.